# Doświadczenie Davissona i Germera

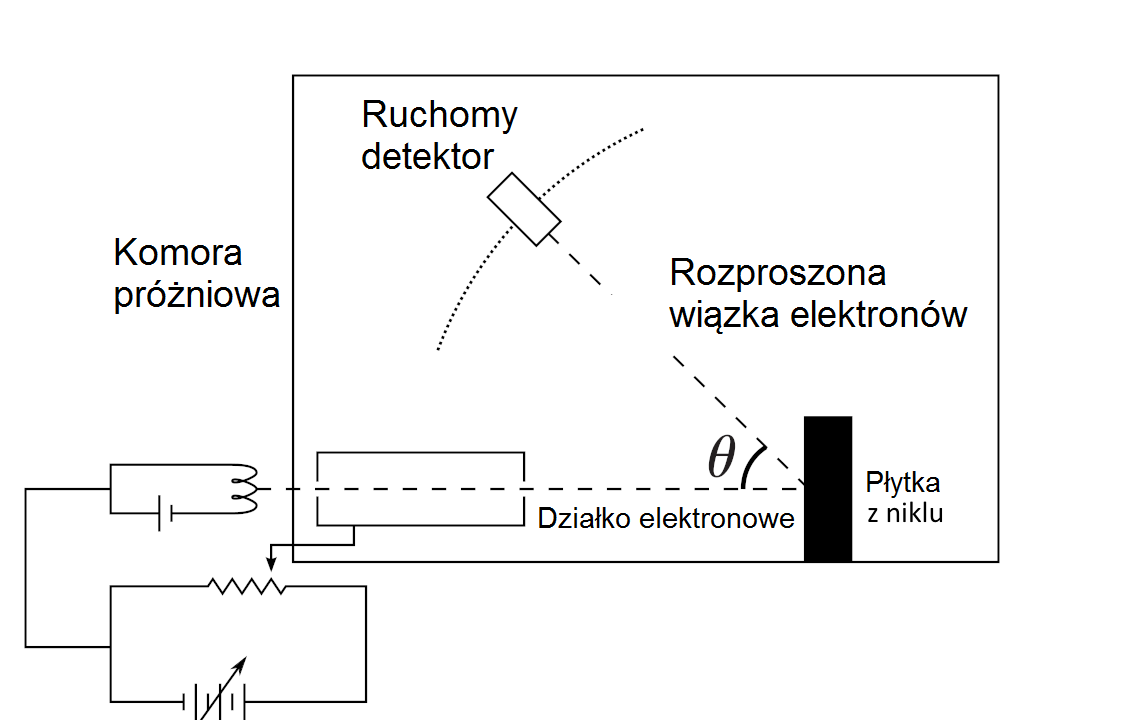
Budowa doświadczenia

Doświadczenie Davissona i Germera – eksperyment fizyczny przeprowadzony przez amerykańskich fizyków Clintona Davissona i Lestera Germera w 1927 roku, który potwierdził hipotezę de Broglie’a. Według hipotezy, którą postawił Louis de Broglie w 1924 roku, każda cząstka materii, jak np. elektron, ma właściwości falowe. Doświadczenie nie tylko odegrało główną rolę przy weryfikacji tej hipotezy i zademonstrowało dualizm korpuskularno-falowy, lecz było także ważne dla rozwoju tworzącej się mechaniki kwantowej i akceptacji równania Schrödingera.

## Historia
Pod koniec XIX wieku uważano, zgodnie z równaniami Maxwella, że światło składa się z fal elektromagnetycznych, a materia z cząstek. Jednak pogląd ten został zakwestionowany w 1905 roku przez Alberta Einsteina w publikacji dotyczącej efektu fotoelektrycznego, w której opisał światło jako dyskretne cząstki energii (obecnie zwane fotonami), za którą otrzymał Nagrodę Nobla w dziedzinie fizyki w 1921 roku. W 1924 roku Louis de Broglie przedstawił swoje tezy dotyczące teorii dualizmu korpuskularno-falowego, w których zaproponował pomysł, że każda materia przejawia dualizm podobny do fotonów. Według de Broglie’a dla wszelkiej materii i promieniowania zależność energii {\displaystyle E} cząstki i częstotliwości fali z nią stowarzyszonej opisuje równanie Plancka:
{\displaystyle E=h\nu ,}
a związek pędu cząstki z długością fali opisuje równanie de Broglie’a
{\displaystyle p={\frac {h}{\lambda }},}
gdzie {\displaystyle h} to stała Plancka.
Ważny wkład w doświadczenie Davissona i Germera wniosły prowadzone w Getyndze w 1920 roku prace Waltera M. Elsassera, który zaznaczył, że falowa natura materii może być badana doświadczalnie przez rozpraszanie elektronów na ciałach krystalicznych, podobnie do doświadczeń potwierdzających falową naturę promieniowania rentgenowskiego rozpraszanego na ciałach krystalicznych.
Sugestia Elsassera została przekazana przez jego starszego kolegę (późniejszego laureata Nagrody Nobla) Maxa Borna do fizyków w Anglii. Kiedy przeprowadzono doświadczenie Davissona i Germera, jego wyniki zostały już wyjaśnione przez propozycje Elsassera. Jednak początkową intencją w doświadczeniu Davissona i Germera nie było potwierdzenie hipotezy de Broglie’a, lecz raczej badanie powierzchni niklu.
W 1927 roku w Bell Labs, Clinton Davisson i Lester Germer skierowali strumień wolno poruszających się elektronów na tarczę z krystalicznego niklu. Gdy dokonywali pomiaru intensywności odbitych elektronów w zależności od kąta, okazało się, że ma ona taki sam wzór dyfrakcyjny jak przewidziany przez Bragga dla promieniowania rentgenowskiego. Taki sam eksperyment wykonał niezależnie George Thomson, za co razem z Davissonem zostali uhonorowani Nagrodą Nobla w dziedzinie fizyki w 1937 roku. Doświadczenie Davissona i Germera potwierdziło hipotezę de Broglie’a, że materia przejawia naturę falową. Ten eksperyment wraz ze zjawiskiem Comptona odkrytym przez Arthura Comptona (który otrzymał Nagrodę Nobla w dziedzinie fizyki w 1927 roku) spowodowały, że hipoteza dualizmu korpuskularno-falowego stała się podstawą teorii kwantowej.

## Eksperyment
Rzeczywistym celem Davissona i Germera było badanie powierzchni płytki niklu za pomocą strumienia elektronów skierowanego na płytkę i obserwacja, ile elektronów się od niej odbija pod różnymi kątami. Oczekiwali oni, że nawet najbardziej gładka powierzchnia kryształu będzie dla elektronów zbyt szorstka i strumień po odbiciu będzie rozproszony.
W eksperymencie użyto działa elektronowego kierującego prostopadle strumień elektronów na płytkę kryształu niklu. Doświadczenie zawierało działo elektronowe składające się z żarnika emitującego termicznie wzbudzone elektrony, które były następnie przyspieszane dzięki różnicy potencjałów uzyskując pewną energię kinetyczną w kierunku kryształu niklu. Aby uniknąć zderzeń elektronów z innymi cząsteczkami po drodze do powierzchni niklu, doświadczenie przeprowadzono w komorze próżniowej. Detektor rozproszonych elektronów mógł być ustawiany pod różnymi kątami względem badanej powierzchni kryształu oraz dodatkowo był tak zaprojektowany, aby reagować tylko na elektrony rozproszone w odbiciu sprężystym.
Podczas eksperymentu wydarzył się wypadek, w którym do komory dostało się powietrze powodując utlenienie się powierzchni niklu. Aby usunąć tlenek, Davisson i Germer ogrzali próbkę w wysokiej temperaturze, nie wiedząc, że to zmieniło poprzednią drobną polikrystaliczną strukturę niklu w duże obszary monokrystaliczne, których rozmiar był większy niż szerokość strumienia elektronów.
Kiedy ponownie rozpoczęli eksperyment, elektrony, które trafiły na powierzchnię, zostały rozproszone na atomach umieszczonych w strukturze krystalicznej niklu. W 1912 roku Max von Laue udowodnił, że struktura krystaliczna może służyć jako rodzaj trójwymiarowej siatki dyfrakcyjnej. Kąty, dla których odbicie jest najsilniejsze, określa warunek Bragga dla konstruktywnej interferencji, prawo Bragga:
{\displaystyle n\lambda =2d\sin \left(90^{\circ }-{\frac {\theta }{2}}\right)}
dla {\displaystyle n=1,} {\displaystyle \theta =50^{\circ }} i odległości międzypłaszczyznowej w krysztale niklu ({\displaystyle d} = 0,091 nm) uzyskanej z wcześniejszych doświadczeń nad rentgenografią strukturalną z kryształami niklu.
Przy zmianie napięcia przyspieszającego elektrony zmieniały się kąty, w których obserwowane były największe natężenia elektronów rozproszonych na atomach powierzchni krystalicznej. Największe natężenie było obserwowane pod kątem {\displaystyle \theta } = 50° przy napięciu 54 V, w którym elektrony uzyskiwały energię 54 eV.
Zgodnie z równaniami de Broglie’a i prawem Bragga, strumień elektronów o energii 54 eV można interpretować jako falę o długości 0,165 nm. Wynik uzyskany w doświadczeniu wyniósł 0,167 nm, co jest bardzo bliskie przewidywaniom.
Przypadkowe odkrycie dyfrakcji elektronów przez Davissona i Germera było pierwszym bezpośrednim dowodem potwierdzającym hipotezę de Broglie’a, że cząstki mogą mieć również właściwości falowe.